# Церковь Святого Пия (Мюнхен)
Церковь Святого Пия (нем. Sankt Pius) — римско-католическая приходская церковь в районе Берг-ам-Лайм города Мюнхен (федеральная земля Бавария); была построена к 1932 году как часть района социального жилья «Neuramersdorf».

## История и описание
Церковь Святого Пия в районе Берг-ам-Лайм была построена для нового жилого комплекса «Neuramersdorf» — первого района социального жилья в городе Мюнхен, основанного в 1928 году. Укладка первого камня в основание нового храма состоялась 28 июня 1931 года. Церковь была освящена кардиналом Михаэлем фон Фаульхабером 4 апреля 1932 года. Покровителем храма стал папа римский Пий V (1504—1572).
Церковь представляла собой трёхнефный зальный храм с массивной башней-колокольней, которая также служила притвором и главным входом — мощная и удлиненная башня была спроектирована по всей ширине нефа. Церковь имела длину в 49 метров при ширине в 25 м; высота зала составляла 15 метров, а башня имела высоту в 28 м. На башне был установлен крупный крест высотою в 6 метров. Архитектором здания был мюнхенский архитектор Ричард Берндл (Richard Berndl, 1875—1955), а главным строителем являлся местный инженер-строитель Георгер Берлингер (Georg Berlinger, 1882—1946).
Во время Второй мировой войны, 12 июля 1944 года, церковь была серьезно повреждена в результате авиаудара, а прилегающий к ней дом причта был полностью разрушен. Стеклянные окна-витражи были добавлены в 1960-х годах: их автором был Вильгельм Браун (Wilhelm Braun, 1906—1986), а сами они были изготовлены фирмой «Gustav van Treeck Werkstätten für Mosaik und Glasmalerei». На башне были размещены четыре стальных колокола от фирмы «Bochumer Verein». Церковный орган был построен в 1979 году по проекту фирмы «WRK Orgelbau» (Wendhack, Redeker und Kreuzer).